# Wałdowo (Ostróda)
Wałdowo (deutsch Waldau) ist ein Ort in der polnischen Woiwodschaft Ermland-Masuren. Er gehört zur Gmina Ostróda (Landgemeinde Osterode in Ostpreußen) im Powiat Ostródzki (Kreis Osterode in Ostpreußen).

## Geographische Lage
Wałdowo liegt am nordwestlichen Rand der Stadt Ostróda (deutsch Osterode in Ostpreußen) im Westen der Woiwodschaft Ermland-Masuren. Bis zum Stadtzentrum Ostróda sind es drei Kilometer.

## Geschichte
Der Ort Waldau hieß bis zum 13. Februar 1861 Abbau Martens und war als Stadtgut bis 1945 ein Teil der Stadtgemeinde Osterode in Ostpreußen im gleichnamigen Landkreis in der preußischen Provinz Ostpreußen.
In Kriegsfolge kam 1945 die Stadt Osterode mitsamt ihren Stadtteilen innerhalb des südlichen Gebietes von Ostpreußen zu Polen. Waldau wurde verselbständigt und erhielt die polnische Namensform „Wałdowo“. Heute gehört der Ort zur Landgemeinde Ostróda (Osterode i. Ostpr.) und ist Sitz eines Schulzenamts (polnisch Sołectwo) der Gemeinde im Powiat Ostródzki, die bis 1998 der Woiwodschaft Olsztyn, seither der Woiwodschaft Ermland-Masuren zugehörig ist.

## Kirche
Waldau war als Stadtteil von Osterode in die evangelische Kirche Osterode in der Kirchenprovinz Ostpreußen der Kirche der Altpreußischen Union, außerdem in die römisch-katholische Kirche der Stadt eingepfarrt.
Heute gehört das Dorf Wałdowo kirchlicherseits zu den Kirchengemeinden nun der Stadt Ostróda.

## Verkehr
Wałdowo ist vom Stadtteil (Osiedle) Drwęckie von Ostróda aus direkt zu erreichen. Der Abzweig „Ostróda-Północ“ verbindet den Ort mit der Schnellstraße 7 (auch: Europastraße 77). Bahnanschluss besteht über die Stadt Ostróda mit deren Bahnhof an der Bahnstrecke Toruń–Tschernjachowsk.